# Phycosoma oecobioides
Phycosoma oecobioides är en spindelart som beskrevs av O. Pickard-Cambridge 1879. Phycosoma oecobioides ingår i släktet Phycosoma och familjen klotspindlar. Inga underarter finns listade i Catalogue of Life.